# 三毛夫人
三毛夫人（?—?）金氏，新羅第35代君主景德王的正妃。
《三国遗事》记载三毛夫人是伊湌金順貞之女，史书没有记载她入宮歲月。754年（天寶十三年、景德王十三年）鑄皇龍寺鐘，長一丈三寸，厚九寸，重四十九萬七千五百八十一斤。施主孝貞伊王三毛夫人。三毛夫人后来出宮，没有後代。景德王再娶王妃滿月夫人，滿月夫人生子惠恭王。